# Judy Ladinsky
Judith Ladinsky (hay Judy Ladinsky) (1938-2012) là giáo sư đã về hưu của Khoa Y tế dự phòng, trường International Health - UW Medical School, Đại học Wisconsin-Madison. Bà từng là Giám đốc của Văn phòng Nội vụ Y tế Quốc tế tại Trường Y Khoa của University of Wisconsin - Madison, và là Giám đốc Ủy ban hợp tác khoa học với Việt Nam và Lào của Mỹ. Bà đã dạy các khóa học về chăm sóc sức khỏe ban đầu và cung cấp chăm sóc sức khỏe nông thôn ở Việt Nam, Lào, Campuchia và Thái Lan, và tổ chức của Sở Y tế và Sức khỏe quốc tế. Bà đã tiến hành nghiên cứu sâu rộng trên một loạt các chủ đề chăm sóc sức khỏe tại Việt Nam, gần đây nhất là bệnh tiểu đường, sốt rét và viêm não Nhật Bản.
Judy Ladinsky được mọi người tôn vinh là "Madame Vietnam", "Đại sứ Mỹ đầu tiên ở Việt Nam". Năm 2011, tại trung tâm nghiên cứu Đông Nam Á thuộc đại học Wisconsin-Madinson, Mạng lưới Hòa bình và công lý tiểu bang Wisconsin trao giải Người xây dựng hòa bình của năm (Peacemaker of the Year) để vinh danh bà vì sự đóng góp lâu dài cho sự nghiệp chăm sóc sức khỏe ở Việt Nam.
Judith Ladinsky qua đời lúc 12h05 ngày 12/1/2012 tại Bệnh viện Đại học Wisconsin-Madison sau một cơn đột quỵ  Trước đó, bà sống 9 tháng tại Trung tâm dưỡng lão Pine View Living.

## Tiểu sử
Judy Ladinsky sinh ngày 19.6.1938 tại Los Angeles. Bố của Judy mất khi cô 2 tuổi. Mẹ của cô tái hôn và khi cô 14 tuổi, cả gia đình rời tới thành phố New York city. Cô theo học tại University of Michigan tại Ann Arbor và cô gặp chồng tương lai của mình, Jack Ladinsky, vào cuối những năm 1950s, khi cả hai người đều tham gia vào một phong trào vì nhân quyền. Lúc đó Judy còn học đại học trong khi Jack đang làm tiến sĩ về xã hội học. 

Họ cưới nhau sau đó. Jack khi tốt nghiệp tiến sĩ đã khởi sự tại Đại học Wisconsin-Madison. Gia đình Ladinsky tích cực tham gia vào phong trào chống chiến tranh Việt Nam. Họ có hai con, một gái Morissa, bác sĩ nhi khoa tại Cincinnati, OH và một con trai Mark, nhà vi trùng học ở Pasadena, CA.

## Đóng góp cho Việt Nam
Judy Ladinsky lần đầu tiên đến Việt Nam trong sự hỗn loạn sau chiến tranh năm 1978, thời điểm khi Hoa Kỳ không có quan hệ ngoại giao với Việt Nam. Cô đã ngay lập tức phát triển một niềm đam mê cho đất nước và con người. Năm 1980, cô trở thành Chủ tịch Ủy ban Y tế của Ủy ban Hoa Kỳ về hợp tác khoa học với Việt Nam. Năm 1984, cô đã trở thành Chủ tịch của tổ chức này, một vị trí cô giữ cho đến khi cô mất. Trong thời gian này, Judy đã thực hiện hơn 112 chuyến đi đến Việt Nam, cô phát hàng tấn vật tư y tế, sách và tạp chí đến các học viên y tế và các chuyên gia trên khắp Việt Nam. Cô hỗ trợ phòng thí nghiệm đào tạo, phát triển của kỹ thuật viên và bác sĩ phẫu thuật khoa học, giảng dạy trong một phạm vi rộng các ngành cùng với công tác y tế thôn bản của mình.
GS Judy Ladinsky là người có rất nhiều đóng góp tích cực cho Việt Nam trong lĩnh vực y tế, giáo dục và khoa học. Bà là một trong những người Mỹ đầu tiên sang Việt Nam từ thập niên 1980, rất lâu trước khi hai nước bình thường hóa quan hệ, và đã giúp đỡ tìm học bổng sau đại học cho hàng trăm giảng viên người Việt từ rất sớm.
Bà đã được trao tặng 5 huy chương của Chủ tịch nước Việt Nam, Bộ Giáo dục Đào tạo, Bộ Y tế, Bộ Khoa học Công nghệ và Hội Liên hiệp Phụ nữ Việt Nam.
Trong cuốn "Vietnamerica: the war comes home", Judy Ladinsky được mô tả là một trong những người đầu tiên sau chiến tranh Vietnam War làm cầu nối giữa Việt Nam và Mỹ. "Cho tới nay, những người Mỹ gốc Việt tị nạn nghĩ rằng có hai cách để rời Việt Nam, một là ODP hai là Chương trình Judy Ladinsky" và cách thứ hai hiệu quả hơn".
Một câu chuyện nổi tiếng đăng lên Chicago Tribune cho thấy nhiệt tình nhân đạo của bà đã có từ những năm 1985.
Thể theo nguyện vọng của bà, bà hiện được đưa về yên nghỉ tại nghĩa trang Công Viên Vĩnh Hằng, Sơn Tây, cách trung tâm Hà Nội 61 km, đi theo quốc lộ 32.